# Limnichus astruci
Limnichus astruci är en skalbaggsart som beskrevs av Maurice Pic 1922. Limnichus astruci ingår i släktet Limnichus och familjen lerstrandbaggar. Inga underarter finns listade i Catalogue of Life.